# Merismus sikkimicus
Merismus sikkimicus is een vliesvleugelig insect uit de familie Pteromalidae. De wetenschappelijke naam is voor het eerst geldig gepubliceerd in 2010 door Narendran & Khan.